# Higher Than Heaven
Higher Than Heaven (en español: Más alto que el Cielo) es el quinto álbum de estudio de la cantante  Ellie Goulding. Fue lanzado el 7 de abril de 2023 a través de Polydor Records. Fue precedido por tres sencillos: «Easy Lover» con Big Sean, «Let It Die» y «Like a Saviour».

## Antecedentes
En julio de 2020, Goulding lanzó su cuarto álbum de estudio Brightest Blue. El álbum recibió críticas generalmente positivas de los críticos musicales. Además, se convirtió en el tercer álbum de Goulding en alcanzar el puesto número uno en el Reino Unido. En octubre de 2021, Goulding se embarcó en el Brightest Blue Tour para promocionar el álbum.
El 15 de julio de 2022, Goulding lanzó «Easy Lover» como el sencillo principal de su próximo quinto álbum de estudio. Goulding le comento a Rolling Stone UK que el álbum «se inclina más hacia un álbum de baile, tiene influencias de los ochenta y también tiene un poco de influencia disco». El 19 de octubre, Goulding reveló el título, la fecha de lanzamiento y la portada del álbum. El álbum fue escrito en respuesta a la pandemia de COVID-19. Goulding mencionó que «definitivamente hubo una oscuridad sobre [los últimos dos años] que era palpable en el estudio, y todos lo habían pasado de manera diferente. Creo que por esa razón, nadie quería sentarse y agonizar por alguna relación o algún drama. Así es como se armó este álbum».
Goulding expresó que, a diferencia de su álbum anterior de 2020, Brightest Blue, el álbum es su «álbum menos personal». Ella elaboró: «...creo que es el mejor álbum porque pude explorar otras cosas sobre mí misma. Realmente disfruto mucho escribir, realmente disfruto ser cantante. Fue un gran alivio y realmente refrescante no estar sentada en el estudio pasando por todas las cosas que me sucedieron y me afectaron. Porque siento las cosas muy profundamente».
En noviembre de 2022, Goulding compartió en sus redes sociales la lista de canciones del álbum, al igual que un fragmento de cada canción. Aunque al inicio se había anunciado que la fecha de lanzamiento del álbum sería el 3 de febrero de 2023, Goulding anunció el 9 de enero que el álbum sería pospuesto hasta el 24 de marzo, afirmando «... hemos tenido algunas oportunidades emocionantes que aparecieron detrás de escena». El 28 de febrero, Goulding anunció que el álbum sería pospuesto de nuevo hasta el 7 de abril, indicando problemas con el abastecimiento de material ecológico para los formatos físicos del álbum.

## Promoción
El 15 de julio de 2022, se lanzó «Easy Lover» como el sencillo principal del álbum. La canción cuenta con la participación del rapero estadounidense Big Sean. «Let It Die» fue lanzado como el segundo sencillo del álbum el 19 de octubre de 2022, mientras que «Like a Saviour» fue lanzado como el tercer sencillo el 1 de febrero de 2023.
El 22 de marzo de 2023, se lanzó «By the End of the Night» como el primer sencillo promocional del álbum. El 31 de marzo, Goulding lanzó «Midnight Dreams», «Cure for Love», «Love Goes On» y la pista homónima del álbum en plataformas digitales junto con su aparición en la serie de Amazon Freevee Monumental, poniendo a disposición las primeras 8 pistas del álbum.
El 7 de abril, el día del lanzamiento del álbum, Goulding lanzó un videoclip para «Better Man», dirigido por Tom Sandford.

## Recepción crítica
Higher Than Heaven recibió críticas generalmente favorables de los críticos musicales. En Metacritic, que asigna una calificación normalizada de 100 a las reseñas de críticos profesionales, el álbum recibió un puntaje promedio ponderado de 78, basado en seis reseñas. El agregador AnyDecentMusic? le dio al álbum un 6.4 sobre 10, según su evaluación del consenso crítico.
Escribiendo para AllMusic, Neil Z. Yeung mencionó que el álbum «termina siendo uno de los esfuerzos más inmediatos y compulsivamente escuchados de[l catálogo de Goulding]». Escribiendo para The Daily Telegraph, Neil McCormick mencionó que «el vibrato espectacularmente trémulo de Goulding, los tonos medios crudos y las notas altas revoloteantes imprimen un carácter único a todo lo que canta. Es una voz que puede hacer que incluso su disco 'menos personal' suene muy personal».
Ed Potton de The Times escribió que «este álbum demuestra que la música pop es mucho más emocionante cuando no se sumerge en los problemas del artista». Nick Levine de NME escribió que «puede que Higher Than Heaven no sea estrictamente personal, pero definitivamente suena como un álbum elaborado con cuidado, habilidad y una gran cantidad de estilo».

## Gira musical
El 30 de octubre de 2023, Goulding anunció las fechas europeas de la gira musical en apoyo del álbum, titulada Higher Than Heaven Tour. La gira empezará el 16 de octubre de 2023 en Dublín y terminará el 7 de noviembre de 2023 en Berlín.
| Fecha                  | Ciudad     | País         | Recinto                 |
| ---------------------- | ---------- | ------------ | ----------------------- |
| 16 de octubre de 2023  | Dublín     | Irlanda      | Teatro Olympia          |
| 18 de octubre de 2023  | Glasgow    | Escocia      | Barrowland Ballroom     |
| 19 de octubre de 2023  | Newcastle  | Inglaterra   | O2 City Hall Newcastle  |
| 20 de octubre de 2023  | Mánchester | Inglaterra   | Manchester Academy      |
| 23 de octubre de 2023  | Birmingham | Inglaterra   | O2 Institute Birmingham |
| 24 de octubre de 2023  | Londres    | Inglaterra   | Roundhouse              |
| 27 de octubre de 2023  | París      | Francia      | Bataclan                |
| 30 de octubre de 2023  | Utrecht    | Países Bajos | TivoliVredenburg        |
| 31 de octubre de 2023  | Bruselas   | Bélgica      | Cirque Royale           |
| 2 de noviembre de 2023 | Milán      | Italia       | Fabrique                |
| 6 de noviembre de 2023 | Colonia    | Alemania     | E-Werk                  |
| 7 de noviembre de 2023 | Berlín     | Alemania     | Huxleys Neue Welt       |

## Lista de canciones
| Higher Than Heaven – Edición estándar |                             |                                                                           |                  |          |  |
| N.º                                   | Título                      | Escritor(es)                                                              | Productor(es)    | Duración |  |
| 1.                                    | «Midnight Dreams»           | Elena Goulding Brandon Campbell Glen Garth Philip Garth Stephen Kozmeniuk | Koz The 23rd     | 3:12     |  |
| 2.                                    | «Cure for Love»             | Goulding Andrew Wells Anthony Rossomando Tom Mann                         | Koz Wells        | 2:57     |  |
| 3.                                    | «By the End of the Night»   | Goulding Campbell Kozmeniuk                                               | Koz              | 3:08     |  |
| 4.                                    | «Like a Saviour»            | Goulding Mann Rossomando Wells                                            | Koz Wells        | 3:40     |  |
| 5.                                    | «Love Goes On»              | Goulding Greg Kurstin                                                     | Greg Kurstin     | 3:52     |  |
| 6.                                    | «Easy Lover» (con Big Sean) | Goulding Julia Michaels Kurstin Sean Anderson                             | Kurstin          | 3:35     |  |
| 7.                                    | «Higher Than Heaven»        | Goulding Campbell G. Garth Kozmeniuk P. Garth                             | Koz The 23rd     | 3:29     |  |
| 8.                                    | «Let It Die»                | Goulding Andrea Rocha Mann Peter Rycroft                                  | Lostboy          | 2:46     |  |
| 9.                                    | «Waiting for It»            | Goulding Jesse Shatkin Maureen McDonald                                   | Jesse Shatkin    | 3:19     |  |
| 10.                                   | «Just for You»              | Goulding Kurstin Michaels                                                 | Kurstin          | 3:06     |  |
| 11.                                   | «How Long»                  | Goulding Alexandra Tamposi Andrew Wotman Brian Lee Nathan Perez           | Happy Perez Watt | 3:38     |  |
| 36:42                                 |                             |                                                                           |                  |          |  |

| Higher Than Heaven – Edición de lujo |                                           |                                                                           |                         |          |  |
| N.º                                  | Título                                    | Escritor(es)                                                              | Productor(es)           | Duración |  |
| 12.                                  | «Temptation»                              | Goulding Mann Rossomando Wells                                            | Wells                   | 3:03     |  |
| 13.                                  | «Intuition»                               | Goulding Kurstin                                                          | Kurstin                 | 3:12     |  |
| 14.                                  | «Tastes Like You»                         | Goulding Mann Rossomando Wells                                            | Wells                   | 3:12     |  |
| 15.                                  | «Better Man»                              | Goulding Jack Patterson Jussi Karvinen Taylor Parks                       | Parisi                  | 2:52     |  |
| 16.                                  | «All by Myself» (junto con Alok y Sigala) | Goulding Alok Peres Mann Martin Gore Rossomando Sander van der Waal Wells | Alok Sigala OHYES Wells | 2:52     |  |
| 51:53                                |                                           |                                                                           |                         |          |  |

## Posicionamiento en listas
| Listas (2023)                    | Mejor posición |
| -------------------------------- | -------------- |
| Australia (ARIA Digital Albums)  | 15             |
| Australia (ARIA Physical Albums) | 38             |
| Austria (Ö3 Austria)             | 52             |
| Alemania (Offizielle Top 100)    | 20             |
| Bélgica (Ultratop Flandes)       | 5              |
| Bélgica (Ultratop Valonia)       | 37             |
| Escocia (OCC)                    | 1              |
| España (PROMUSICAE)              | 99             |
| Estados Unidos (Billboard 200)   | 125            |
| Francia (SNEP)                   | 86             |
| Irlanda (OCC)                    | 97             |
| Países Bajos (Album Top 100)     | 37             |
| Reino Unido (OCC)                | 1              |
| Suiza (Schweizer Hitparade)      | 28             |